# The Soviettes
The Soviettes waren eine vierköpfige US-Punkband aus Minneapolis, Minnesota. Sie bestand aus den Gitarristinnen Annie und Sturgeon sowie Suzy (Bass) und Danny (Schlagzeug). Ihr Sound wird dem Riot-Grrrl-Genre zugeordnet. Die Band veröffentlichte bis zu ihrer Trennung im Jahr 2006 insgesamt drei Studioalben.

## Diskografie
- 2003: LP (Adeline Records)
- 2004: LPII (Adeline Records)
- 2005: LPIII (Fat Wreck Chords)
- 2010: Rarities (Rad Girlfriend Records)